# Odmocnina z jedné

Páté odmocniny z jedné v komplexních číslech zakresleny v komplexní rovině

Odmocnina z jedné je pojmem v matematice, kde se jím nejobecněji označuje každý prvek okruhu, který umocněn na nějaké celé číslo dává jednotkový prvek. Zvláště významný případ představují odmocniny z jedné v tělese komplexních čísel, kde se někdy označují za de Moivrova čísla a jedná se o taková čísla, jejichž nějaká celočíselná mocnina je rovna jedné.
Speciálně se n-tou odmocninou z jedné pro n z kladných přirozených čísel rozumí takový prvek a, pro který platí {\displaystyle a^{n}=1}. Taková odmocnina se dále nazývá primitivní n-tá odmocnina z jedné, pokud není k-tou odmocninou z jedné pro žádné {\displaystyle k<n}.

## Vlastnosti
- Každé algebraicky uzavřené těleso má n různých n-tých odmocnin z jedné za předpokladu, že n není dělitelné jeho charakteristikou.
- Každá odmocnina z jedné je n-tou odmocninou z jedné pro nějaké n.
- Každá mocnina odmocniny z jedné je také odmocninou z jedné, neboť
{\displaystyle (z^{k})^{n}=z^{kn}=(z^{n})^{k}=1^{k}=1.}
- Je-li {\displaystyle z} n-tá odmocnina z jedné, pak jsou její mocniny {\displaystyle z,z^{2},z^{3},z^{4},\dots ,z^{n-1}} navzájem různé. Důkaz sporem: Je-li {\displaystyle 1=z^{a}=z^{b}}, kde bez újmy na obecnosti {\displaystyle 1<a<b<n}, pak také {\displaystyle z^{b-a}=1}, což je ve sporu s primitivitou, neboť jsme našli menší exponent, {\displaystyle 0<b-a<n}, na který umocněno dává {\displaystyle z} jedničku.
- Protože polynom n-tého stupně může mít nanejvýš n kořenů, jsou všechny mocniny primitivní n-té odmocniny z jedné právě všemi n-tými odmocninami z jedné.
- V komplexních číslech lze všechny n-té odmocniny z jedné vyjádřit pomocí de Moivrovy věty:
{\displaystyle \left(\cos x+i\sin x\right)^{n}=\cos nx+i\sin nx}, odkud po dosazení {\displaystyle x=2\pi /n} vyplývá hodnota n-té odmocniny z jedné, o které lze dokázat, že je primitivní:
{\displaystyle \left(\cos {\tfrac {2\pi }{n}}+i\sin {\tfrac {2\pi }{n}}\right)^{n}=\cos 2\pi +i\sin 2\pi =1,}, tedy všechny odmocniny z jedné lze získat jako její mocniny:
{\displaystyle \left(\cos {\tfrac {2\pi }{n}}+i\sin {\tfrac {2\pi }{n}}\right)^{k}=\cos {\tfrac {2k\pi }{n}}+i\sin {\tfrac {2k\pi }{n}}\neq 1} pro {\displaystyle 1<k<n}